# 尼泊尔共产党 (普什帕·拉尔)
尼泊尔共产党，通称尼泊尔共产党 (普什帕·拉尔)，是尼泊尔的一个已不存在的共产主义政党，建立者是普什帕·拉尔·什雷斯塔。该党于1968年建立。该党总部设在印度瓦拉纳西。

## 历史
1962年，普什帕·拉尔·什雷斯塔和阿马蒂亚·图尔·西拉尔一起领导尼泊尔共产党的一个激进派别。后来，两人之间的合作破裂了。许多党员跟着普什巴·拉尔·斯雷斯塔组建了一个新党派，建立共产主义小组。该党在政治上接近印度共产党（马克思主义）。普什巴·拉尔·斯雷斯塔及其政党支持“人民民主”制度。
普什巴·拉尔·斯雷斯塔及其政党呼吁尼泊尔人民和尼泊尔大会党合作，反对封建制皇室政权。
1971年，在该党做出支持印度军事干预东巴基斯坦的决定后，该党青年领导人罗希特退党，并批评党的领导层试图与尼泊尔大会党合作，而且未能谴责谴责苏联社会帝国主义。
1976年，以该党的主要学生领导人马丹·库马尔·班达里为首的一派退党。
1978年，普什巴·拉尔·斯雷斯塔去世，他的葬礼显示出他是政治反对派，他的遗孀萨哈娜·普拉丹接管了党的领导。
普拉丹领导下的该党沿着温和路线，支持与尼泊尔大会党合作。
1979年年，它反对村务委员会系统。1980年，它支持多党民主的公民投票。1985年，它参加大规模抗议封建制皇室政府运动。
1986年，尼泊尔共产党（普什巴·拉尔）和尼泊尔共产党（曼莫汉）合并，形成了尼泊尔共产党（马克思主义） (1986年)。